# 박천군
박천군(博川郡)은 평안북도 남단에 있는 군이다.

## 지리
북쪽은 태천군, 동쪽과 동남쪽은 녕변군, 서쪽은 운전군과 접한다. 남쪽으로는 청천강을 경계로 평안남도의 안주시와 마주 보고 있다.
박천군의 지형은 구릉과 평야가 섞여 있으며, 해발 300미터 이상의 고지대는 드물다. 가장 높은 산은 해발 322미터의 청룡산이다. 숲은 전체 군 면적의 30퍼센트 정도이며 대부분 소나무 숲이다. 대령강과 청천강을 끼고 박천평야가 형성되어 있다. 박천평야에서는 주로 벼농사를 짓는다. 연평균 기온은 섭씨 8.8도로, 1월 평균은 -9.6도, 8월 평균은 23.9도이다. 연 강수량은 1,274 밀리미터이다.
1991년에 인근 영변군 외에 박천군에도 핵시설이 있는 것으로 밝혀져 주목을 받기도 했으며 1950년대 60년대 만들었다.

## 역사
고려시대에는 박릉 또는 박주로 불리고 있었다. 조선시대인 1413년에 박천군이 되어, 평안도에 속했다.
| Daedongyeojido (Gyujanggak) 08-04.jpg |  |
|                                       |  |

1940년 11월 1일 박천면이 박천읍으로 승격하였다. 1945년 8월 15일 무렵에 평안북도 박천군은 1읍 7면으로 구성되어 있었다.
1952년 12월, 북한의 행정구역 개편과 함께 박천군 박천면·동남면·덕안면·양가면의 전역, 청룡면·가산면의 일부, 녕변군의 독산면, 평안남도 안주군 안주면의 일부를 합쳐 박천군(1읍 33리)이 재편되었다. 옛 박천군 중 서부는 운전군으로 분할되었다.
1954년 10월에는 녕변군으로부터, 1958년 6월에는 운전군으로부터 일부 리를 편입되었다. 1980년 5월에는 3리 1로동자구가 안주군에 편입되었다. 1997년 5월에는 맹중리가 맹중로동자구가 되었다.

## 행정 구역
박천군은 1읍, 1구, 20리로 구성되어 있다.
- 박천읍 (博川邑)
- 맹중로동자구 (孟中勞動者區)
- 기송리 (箕松里)
- 단산리 (端山里)
- 대령리 (大寧里)
- 덕삼리 (德三里)
- 률곡리 (栗谷里)
- 맹하리 (孟下里)
- 봉성리 (鳳城里)
- 봉흥리 (鳳興里)
- 삼봉리 (三峯里)
- 삼화리 (三和里)
- 상양리 (上陽里)
- 상추리 (上秋里)
- 석계리 (石溪里)
- 송석리 (松石里)
- 신평리 (新坪里)
- 원남리 (元南里)
- 중남리 (中南里)
- 청룡리 (靑龍里)
- 청산리 (靑山里)
- 학암리 (鶴巖里)

## 교통

### 철도
군 남부에는 평의선이 달리고 있고 맹중리역이 있다. 맹중리역에서는 지선인 박천선이 갈라져 행정 중심부인 박천읍으로 통하고 있다.

## 문화 유산
박천군 상양리의 고려 시대 불교 사찰 심원사는 조선민주주의인민공화국의 국보로 지정되어 있다. 안주성도 있다.

## 같이 보기
- 조선민주주의인민공화국의 지리
- 조선민주주의인민공화국의 행정 구역